# Saturday Nights & Sunday Mornings
Saturday Nights & Sunday Mornings (Noches de sábado y mañanas de domingo) es el quinto álbum de estudio de Counting Crows, lanzado en Estados Unidos el 25 de marzo de 2008. Está dividido temáticamente en dos partes: música rock en Saturday Nights y con una influencia country en Sunday Mornings.
La parte llamada Saturday Nights fue producida por Gil Norton (quien produjo el segundo álbum de la banda, Recovering the Satellites), mientras que Sunday Mornings fu producido por Brian Deck, conocido por su producción del álbum The Moon and Antarctica de Modest Mouse.
El 16 de enero de 2008, la banda lanzó un sencillo digital para descarga gratuita en su sitio oficial. the songs "1492" (as the A-side) and "When I Dream of Michelangelo" (as the B-side).-->
El primer sencillo, "You Can't Count on Me," fue lanzado en las estaciones de radio el 4 de febrero de 2008. Un video musical de la canción fue lanzado el 20 de marzo de 2008.
El álbum debutó en el puesto #3 en Billboard 200.

## Lista de canciones
Todas las canciones escritas por Adam Duritz, salvo indicación en contrario.
Saturday Nights (producido por Gil Norton salvo indicación en contrario)
1. "1492" - 3:50 (producido por Steve Lillywhite)
2. "Hanging Tree" (Duritz, Dan Vickrey) - 3:50
3. "Los Angeles" (Duritz, Ryan Adams, Dave Gibbs) - 4:40
4. "Sundays" - 4:21 (produced by Norton, Dennis Herring, y David Lowery)
5. "Insignificant" (Duritz, Charles Gillingham) - 4:14
6. "Cowboys" - 5:22

Sunday Mornings (producido por Brian Deck salvo indicación en contrario)
1. "Washington Square" - 4:17
2. "On Almost Any Sunday Morning" - 2:58
3. "When I Dream of Michelangelo" (Duritz, Gillingham, David Immerglück, Vickrey) - 3:10
4. "Anyone But You" (Duritz, Gillingham, Immerglück) - 5:25
5. "You Can't Count on Me" - 3:16
6. "Le Ballet d'Or" (Duritz, Gillingham, Immerglück) - 5:01
7. "On a Tuesday in Amsterdam Long Ago" (Duritz, Gillingham) - 4:57
8. "Come Around" (Duritz, Vickrey) - 4:31 (producido por Norton)

### Canción extra en RU
1. "Baby, I'm a Big Star Now"

### Canciones extras eniTunes
1. "There Goes Everything"
2. "Come Around" (acoustic version)
3. "Sessions" (Duritz, Gillingham, Immerglück) - 4:17
4. "Sunday Morning L.A." (Duritz, Gillingham, Immerglück) - 5:48

The iTunes version also includes a track-by-track interview with Duritz.

### Canción extra en holandés
1. "Wennen aan September" (acústico; con Bløf)

## Posiciones
Albums
| Publicación (2008)      | Peak posición |
| ----------------------- | ------------- |
| UK Albums Chart         | 12            |
| U.S. Billboard 200      | 3             |
| Canadian Albums Chart   | 8             |
| Australian Albums Chart | 22            |
| Swedish Albums Chart    | 32            |
| Irish Albums Chart      | 28            |
| Dutch Top 100           | 5             |

Sencillos
| Año  | Sencillo                | Publicación                       | Posición |
| ---- | ----------------------- | --------------------------------- | -------- |
| 2008 | "You Can't Count on Me" | Billboard Hot Adult Top 40 Tracks | 35       |
| 2008 | "You Can't Count on Me" | Billboard Pop 100                 | 80       |